# Сибирская коллекция Петра I
Сибирская коллекция Петра I — собрание предметов из драгоценных металлов, найденных в XVIII веке и хранящихся в Эрмитаже (Санкт-Петербург). Самая ранняя археологическая коллекция в России.

## История
Предметы коллекции составляют находки, добытые в начале XVIII века бугровщиками — грабителями курганов (бугров) на территории Западной Сибири. В 1715 году Пётр I получил первую посылку с находками. Она была отправлена или сибирским губернатором Матвеем Гагариным, или промышленником Акинфием Демидовым. Вторую посылку Гагарин отправил в 1716 году. К 1717 году относится письмо Гагарина с упоминанием указа Петра о запрете продавать находки и о передаче их государству. Этот несохранившийся указ подготовил выпущенные в следующем году указы Петра о древностях (о том, чтобы редкие вещи доставлялись в московскую и петербургскую аптеки, и о вознаграждении за найденные предметы). В 1721 году новые предметы отправил преемник Гагарина — Алексей Черкасский. Все находки хранились у гоф-интенданта Петра Мошкова. В 1726 или в 1727 году коллекция была отдана в Кунсткамеру. С тех пор она почти не пополнялась, только несколько предметов собрал историк Герард Фридрих Миллер во время своей экспедиции в Сибирь в 1733—1743 годах. В 1859 году коллекция была передана из Кунсткамеры в Императорский Эрмитаж, где хранится до сих пор.
Научное изучение коллекции началось только на рубеже XIX—XX веков благодаря археологу Александру Спицыну и востоковеду Василию Радлову. В 1906 году Спицын опубликовал обобщающую статью «Сибирская коллекция Кунсткамеры», где писал: «Тот ещё не может считаться археологом, кто не обращал пытливого внимания в сторону этого чудесного и загадочного собрания». Радлов заметил сходство предметов из Сибирской коллекции Петра с предметами из коллекции амстердамского бургомистра Николааса Витсена, с которым Пётр познакомился во время поездки по Европе. Витсен был первым собирателем сибирских древностей. После смерти Витсена в 1717 году его коллекция бесследно исчезла.
Своё нынешнее название Сибирская коллекция Петра I получила в 1960-х годах. Время возникновения предметов относится к скифо-сарматскому периоду. Прослеживается сходство предметов коллекции с похожими изделиями причерноморских скифов, среднеазиатских саков, народов Передней Азии. Представляет интерес "Золотая поясная пряжка с изображением отдыха под деревом". Сибирская коллекция. III в. до н. э. Здесь скифы имеют выраженные монголоидные лица. Предметы коллекции могут принадлежать упомянутым у Геродота аргиппеям, аримаспам, исседонам, ииркам. Важным источником для решения вопроса о происхождении коллекции являются археологические памятники саргатской культуры, которые были раскопаны в 1980-х годах: Тютринский могильник в Ингальской долине (раскопки Александра и Натальи Матвеевых, 1981—1982), могильник Сидоровка (раскопки Владимира Матющенко, 1986), могильник Исаковка (раскопки Леонида Погодина, 1989).

## Описание
Коллекция состоит из 250 предметов: это поясные пряжки, нагрудные украшения, браслеты, перстни, серьги, шейные гривны, украшения конской сбруи, немного предметов быта (золотая чаша и рукоятка железного ножа). Большинство предметов отлито из золота и серебра с незначительными примесями других металлов.
Как произведения искусства они относятся к скифо-сибирскому звериному стилю. Самые известные предметы коллекции: парные золотые пластины, которые служили поясными пряжками. На них изображены схватки различных животных: змеи и ежа, тигра и волка, грифона и коня, тигра и коня, тигра и верблюда. Вообще преобладают изображения животных: рыбы, змеи, птиц (утки, лебедя, сокола, орла), ежа, оленя, лося, косули, лани, горного барана, горного козла, кабана, волка, собаки, кошачьих (кошки, барса, тигра, льва), лошади, барана, яка, верблюда. Встречаются также фантастические животные (львиный и орлиный грифон), в том числе такие, которые характерны только для искусства Южной Сибири («мифические волки» с грифовой головкой, животные с головкой козла и телом ящерицы, лев с оленьими рогами и другие). Растительных элементов мало. Встречаются изображения людей: стрелок из лука, охотники, воины. Изделия говорят о высоком мастерстве их создателей.